# Floyd J. Saint Clair
Floyd J. Saint Clair (ook: St. Clair) (Johnstown (Pennsylvania), 4 februari 1871 – Cleveland (Ohio), 23 augustus 1942) was een Amerikaans componist, dirigent, cornettist en organist. Voor bepaalde werken gebruikte hij het pseudoniem: S.J. Floyd.

## Levensloop
Saint Clair speelde als kornettist in verschillende orkesten. In 1892 richtte hij het Gounod-orkest op en organiseerde met dit orkest vele concertreizen. Als organist was hij van 1907 tot 1922 aan de Congregational Church en van 1913 tot 1915 aan het Cleveland-Theatre verbonden. 
Als medewerker van de muziekuitgave H.N. White Publishing Comp. was hij rond 25 jaar hoofd van de orkestafdeling. Hij werd vooral bekend met zijn marsen voor harmonieorkest.

## Composities

### Werken voor harmonieorkest
- 1902 Sunny Jim, March en Two-Step
- 1902 The Bachelor Maids
- 1902 The Steel King, mars
- 1905 American beauties, mars
- 1910 The Iron King, mars
- 1914 Water Lillas (A Meditatlon)
- 1923 Maid of West, mars
- 1935 World Events, mars
- 1940 Richard III: Overture
- L'Aiglon (The Eaglet), Overture Fantasie
- Land of the Midnight Sun
- Lincoln Highway
- Merry Maidens
- National Salute March
- The Plumed Knight
- Thunderbolt
- Vie De Boheme

### Vocale muziek
- 1918 The service flag, voor hoge zangstem en piano - tekst: William Herschell (1873-1939)

### Werken voor orgel
- 1913 Reverie in Des groot
- Memories: (a meditation)

### Werken voor piano
- 1904 Audrey, schottische
- 1914 Water lilies (A Meditation)
- 1926 Evening melody
- Pensive thoughts